# Lu Ruihua
Lu Ruihua, chino: 卢瑞华| chino tradicional: 盧瑞華| pinyin: Lú Ruìhuá| jyutping: Lou Seui Wa, (Chaozhou, Cantón, 1938-13 de mayo de 2025) fue un político chino de la Provincia de Cantón.
Fue el séptimo Gobernador de Cantón en la historia de la República Popular China.
Se unió al Partido Comunista de China en junio de 1972.